# ناوجت دیلون
ناوجت دیلون (انگلیسی: Navjeet Dhillon؛ زادهٔ ۶ مارس ۱۹۹۵) ورزشکار دو و میدانی اهل هند است.